# Anthophora connexiformis
Anthophora connexiformis är en biart som beskrevs av Cockerell 1917. Anthophora connexiformis ingår i släktet pälsbin, och familjen långtungebin. Inga underarter finns listade i Catalogue of Life.